# Sergio (film)
Sergio är en amerikansk biografisk dramafilm från 2020. Filmen är regisserad av Greg Barker och filmens manus har skrivits av Craig Borten.
Filmen hade svensk premiär den 17 april 2020 på Netflix.

## Handling
Filmen handlar om FN:s toppdiplomat Sergio Vieira de Mello som efter USA:s invasion av Irak ställs inför sitt livs svåraste uppdrag.

## Rollista (i urval)
- Wagner Moura – Sérgio Vieira de Mello
- Ana de Armas – Carolina
- Garret Dillahunt – William von Zehle
- Brían F. O'Byrne – Gil
- Will Dalton – Andre Valentine
- Clemens Schick – Gaby
- Bradley Whitford – Paul Bremer